# Фодора (Клуж)
Фодора (рум. Fodora) — село у повіті Клуж в Румунії. Входить до складу комуни Ашкілеу.
Село розташоване на відстані 345 км на північний захід від Бухареста, 23 км на північ від Клуж-Напоки.

## Населення
За даними перепису населення 2002 року у селі проживали 307 осіб.
Національний склад населення села:
| Національність | Кількість осіб | Відсоток |
| -------------- | -------------- | -------- |
| румуни         | 203            | 66,1%    |
| угорці         | 98             | 31,9%    |
| цигани         | 6              | 2,0%     |

Рідною мовою назвали:
| Мова      | Кількість осіб | Відсоток |
| --------- | -------------- | -------- |
| румунська | 206            | 67,1%    |
| угорська  | 98             | 31,9%    |